# Ґеорґ Томас
Георг Томас (нім. Georg Thomas 20 лютого 1890 , Форст, провінція Бранденбург, Німецька імперія — 29 жовтня 1946, Франкфурт-на-Майні, ФРН) — генерал піхоти, один з керівників військової економіки Німеччини.

## Життєпис
Народився 20 лютого 1890 року.
1 вересня 1908 року вступив до імперської армії.
У 1910 році проведений в лейтенанти, служив у 63-му піхотному полку.
У період Першої світової війни служив офіцером штабу в декількох піхотних полках, отримав поранення.
Закінчив війну у званні капітана, був нагороджений Залізними хрестами 2-го і 1-го класу, орденом Pour le Merite, королівським орденом Будинку Гогенцоллернів за військові заслуги.
Після демобілізації армії залишився служити в Рейхсвері, у штабі 4-ї піхотної дивізії, дислокованої в Дрездені.
З 1928 року — офіцер, з 1930 року — начальник штабу артилерійсько-технічного постачання армії.
Вважав економічну підготовку війни не менш важливою, ніж підготовку військ.
1 листопада 1934 року призначений керівником Економічної групи в складі Військового управління Військового міністерства, яка 1 січня 1935 була перетворена в Економічний штаб Вермахту.
1 січня 1938 року отримав звання генерал-майора, а згодом — посаду начальника економічного управління Верховного командування збройними силами Німеччини.
Важко сприйняв відсторонення від командування генерал-полковника Вернера фон Фріча, вороже ставився до агресивних планів нацистів.
14 серпня 1939 року представив Вільгельму Кейтелю докладну доповідь, проаналізувавши ступінь готовності економіки Третього рейху до війни і зробивши висновок про те, що Німеччина не здатна провести швидкоплинну війну і виграти в протистоянні провідним європейським державам. Гітлер, ознайомившись із доповіддю Томаса, проігнорував застереження, заявивши, що союзником Німеччини в майбутній війні буде Радянський Союз.
Після початку Другої світової війни, маючи намір врятувати країну від поразки шляхом усунення від влади Гітлера, шукав однодумців у командуванні Вермахту, однак припинив свої спроби, коли головнокомандувач сухопутними військами Вальтер фон Браухіч повідомив про його настрої начальника Абверу адмірала Вільгельма Канаріса і Томас ледве уникнув арешту.
Продовжуючи очолювати економічне управління і вирішувати завдання економічного забезпечення першого періоду війни, Томас домігся певних успіхів. За ці заслуги 1 січня 1940 року йому було присвоєно звання генерал-лейтенанта, а 1 серпня 1940 року — генерала від інфантерії.
Після початку Операції «Барбаросса» Томас неодноразово бував з інспекційними поїздками на Східному фронті, після чого заявив Вальтеру фон Браухічу про неприпустимість потурання масовим убивствам мирного населення, що відбуваються на окупованих територіях військовослужбовцями Вермахту і військ СС, на що генерал-фельдмаршал відповів, що обов'язок німецького солдата — підкорятися фюреру.
З 6 травня по 20 листопада 1942 року очолював Управління озброєнь і військової промисловості Імперського міністерства озброєнь і був членом Ради озброєнь — консультативно-координуючого органу при міністерстві, де займався питаннями економічної експлуатації окупованих територій.
Продовжуючи обіймати високу посаду у верховному командуванні, Томас не залишав наміри усунути фюрера від керівництва країною і збройними силами і підтримував стосунки з генералами, які готували змову проти Гітлера.

## Змова 20 липня
При розслідуванні невдалого замаху 20 липня 1944 року були виявлені документи, які вказували на його зв'язок з деякими зі змовників.
11 жовтня 1944 року Томас був відсторонений від посади і заарештований гестапо.
Хоча прямих доказів участі керівника військової економіки рейху у змові не було, він був відправлений до концтабору Флоссенбюрг, 20 квітня 1945 року переведений у Дахау, а звідти — до табору в Південному Тіролі.
Після звільнення табору американськими військами 5 травня 1945 року Ґеорґ Томас, здоров'я якого було серйозно підірване, провів решту життя у Франкфурті-на-Майні, де помер 29 жовтня 1946 року.

## Звання
- Фанен-юнкер (2 вересня 1908)
- Лейтенант (27 січня 1910)
- Обер-лейтенант (27 січня 1915)
- Гауптман (18 квітня 1917)
- Майор (1 лютого 1928)
- Оберст-лейтенант (1 червня 1932)
- Оберст (1 серпня 1934)
- Генерал-майор (1 січня 1938)
- Генерал-лейтенант (1 січня 1940)
- Генерал піхоти (1 серпня 1940)

## Нагороди
- Залізний хрест 2-го і 1-го класу
- Хрест «За заслуги у війні» (Саксен-Мейнінген)
- Хрест «За військові заслуги» (Австро-Угорщина) 3-го класу з військовою відзнакою
- Королівський орден дому Гогенцоллернів, лицарський хрест з мечами
- Нагрудний знак «За поранення» в чорному
- Сілезький Орел 2-го ступеня
- Почесний хрест ветерана війни з мечами
- Орден дому Саксен-Ернестіне, командорський хрест 2-го класу з мечами — вручений герцогом Карлом Едуардом Саксен-Кобург-Готським.
- Медаль «За вислугу років у Вермахті» 4-го, 3-го, 2-го і 1-го класу (25 років)
- Застібка до Залізного хреста 2-го і 1-го класу
- Хрест Воєнних заслуг 2-го і 1-го класу з мечами
- Орден Заслуг (Угорщина), великий хрест із зіркою